# Northumberland Juniors
Das Northumberland Juniors (auch Northumberland Junior International oder Northumberland U19 Open genannt) war im Badminton eine offene internationale Meisterschaft von England für Junioren und zu seiner Zeit das bedeutendste internationale Juniorenturnier in England. Es wurde erstmals in den 1990er Jahren ausgetragen. 2023 startete als Nachfolger das All England Juniors. In den 1980er Jahren wurden bereits die Northumberland International für Erwachsene ausgetragen.

## Die Sieger
| Saison    | Herreneinzel | Dameneinzel    | Herrendoppel             | Damendoppel                 | Mixed                      |
| --------- | ------------ | -------------- | ------------------------ | --------------------------- | -------------------------- |
| vor 2011  | keine Daten  | keine Daten    | keine Daten              | keine Daten                 | keine Daten                |
| 2011      | Alex Lane    | Kirsty Gilmour | Daniel Font Taarini Suri | Kirsty Gilmour Oliver Gwilt | Oliver Gwilt Sophie Sankey |
| 2012 2024 | keine Daten  | keine Daten    | keine Daten              | keine Daten                 | keine Daten                |